# Jarmo Lampela
Pour les articles homonymes, voir Jarmo et Lampela.
Jarmo Olavi Lampela (né le 9 octobre 1964 à Rovaniemi) est un réalisateur et scénariste finlandais,.

## Biographie
Au début des années 1980, Jarmo Lampela a joué au théatre étudiant de Joensuu et a suivi la première année de la filière d'acteur de l'université populaire de Lahti et a étudié à l'École supérieure de théâtre d'Helsinki. 
En 1987, il devient étudiant en réalisation cinématographique à l'École supérieure Aalto d'art, de design et d'architecture d'Helsinki, où il obtient son diplôme en 1992.
Après ses études, Jarmo Lampela rejoint Yle TV2. 
Jarmo Lampela a été professeur de réalisation cinématographique et directeur du Département de cinéma et de scénographie l'Université Aalto.

## Filmographie
- Hannu ja Kettu (1992) (série)
- Pappa rakas (1993) (série)
- Pidetty hiljainen mies (1995)
- Elämän suola (1996) (série, épisodes)
- Solar (1996)
- Sairaan kaunis maailma (1997)
- Loistavat Jerkun pojat (1999) (série)
- Rakastin epätoivoista naista (1999)
- Siperian Nero! (2000) (série)
- Joki (2001)
- Eila (2003)
- Jumalan kaikki oikut (2006) (minisérie)
- Rikospoliisi ei laula (2006) (série)
- Miesten välisiä keskusteluja (2012)
- Tehdas (2012–) (série)
- Nuoren Wertherin jäljillä (2013)
- Keikka (2013)
- Kilimanjaro (2013)
- Miten meistä tuli ystäviä (2013)
- Alma de Sant Pere (2016)
- Parittomat (2018)

## Prix et récompenses
- Jussi du meilleur film
  - Sairaan kaunis maailma (1998)
  - Joki (2002)
- Jussi du meilleur réalisateur
  - Joki (2002)
  - Eila (2004)
- Jussi du meilleur script (fi)
  - Joki (2002)
- Main de l'humanisme (fi)
  - Joki (2002)
- Prix national de la cinématographie (2002)